# センテナリア
株式会社センテナリアは、日本の芸能事務所。主に俳優・声優・ナレーターのマネージメントを行っている。
「センテナリア」の企業名は、「人生100年時代」に相応しく「学ぶこと」「働くこと」「楽しむこと」を実践していくということから、「センテナリアン」を由来に命名された。

## 所属者

### 男性
- 城谷歩
- 橋本晃一
- 羽野大志郎

### 女性
- 片桐真衣
- 永澤菜教
- 野口花緒

## エージェント契約

### 男性
- 勝沼紀義

## かつて所属していた声優
- 一龍斎貞友